# Saint-Paul-la-Coste
Saint-Paul-la-Coste ist eine französische Gemeinde mit 327 Einwohnern (Stand: 1. Januar 2022) im Département Gard in der Region Okzitanien. Sie gehört zum Arrondissement Alès und zum Kanton La Grand-Combe. Die Einwohner werden Saint-Paulains genannt.

## Geographie
Saint-Paul-la-Coste liegt am Galeizon in den Cevennen, etwa neun Kilometer westnordwestlich von Alès. Umgeben wird Saint-Paul-la-Coste von den Nachbargemeinden Saint-Martin-de-Boubaux im Nordwesten und Norden, Soustelle im Nordosten, Cendras im Osten, Saint-Jean-du-Pin im Südosten, Saint-Sébastien-d’Aigrefeuille im Süden sowie Mialet im Süden und Westen. 

## Bevölkerungsentwicklung
| Jahr                       | 1962 | 1968 | 1975 | 1982 | 1990 | 1999 | 2006 | 2012 | 2020 |
| Einwohner                  | 234  | 184  | 194  | 172  | 193  | 220  | 264  | 298  | 303  |
| Quellen: Cassini und INSEE |      |      |      |      |      |      |      |      |      |

## Sehenswürdigkeiten
Das gesamte Dorf gehört zum UNESCO-Welterbe "Mediterrane Hirtenlandschaften der Causse und der Cevennen"
- katholische Kirche aus dem 12. Jahrhundert
- protestantische Kirche aus dem 18. Jahrhundert
- Ruinen der Burg Mandajors aus dem 12. Jahrhundert mit Kapelle, 1703 während der Religionskriege zerstört

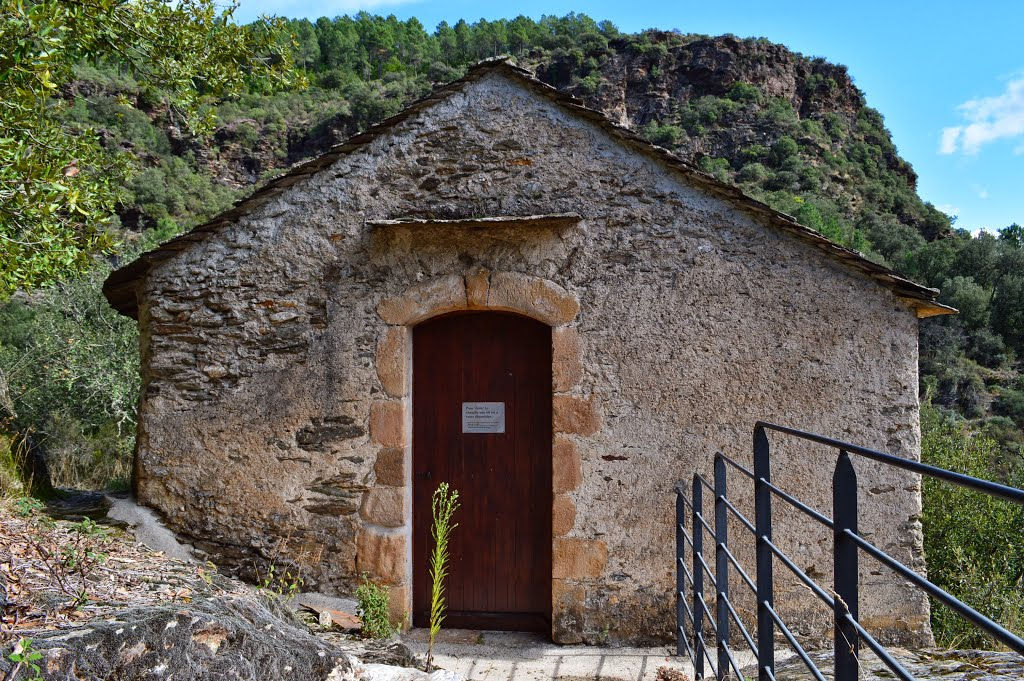
Kapelle an der Burgruine Mandajors

- alte Mühle